# إريس إم. زافالا
إريس إم. زافالا (بالإنجليزية: Iris M. Zabala)‏ هي أستاذة جامعية وكاتِبة أمريكية، ولدت في 27 ديسمبر 1936 في بونس، بورتوريكو في الولايات المتحدة.